# Kana Muramoto
Kana Muramoto (jap. 村元 哉中 Muramoto Kana; ur. 3 marca 1993 w Kobe) – japońska łyżwiarka figurowa, startująca w parach tanecznych. Uczestniczka igrzysk olimpijskich (2018), wicemistrzyni (2022) i brązowa medalistka mistrzostw czterech kontynentów (2018), wicemistrzyni igrzysk azjatyckich (2017), medalistka zawodów z cyklu Challenger Series oraz czterokrotna mistrzyni Japonii (2016–2018, 2023).
We wrześniu 2019 roku ogłoszono, że nowym partnerem sportowym Muramoto został brązowy medalista olimpijski z Vancouver Daisuke Takahashi. Para miała rozpocząć wspólne treningi od stycznia 2020 roku, a ich trenerką została Marina Zujewa.

## Osiągnięcia

### Pary taneczne

#### Z Daisuke Takahashim
| Mistrzostwa świata               |   | 16 | 11 |
| Mistrzostwa czterech kontynentów |   | 2  | 9  |
| GP NHK Trophy                    | 3 | 6  | 6  |
| GP Skate America                 |   |    | 6  |
| CS Warsaw Cup                    |   | 2  |    |
| Krajowe                          |   |    |    |
| Mistrzostwa Japonii              | 2 | 2  | 1  |

#### Z Chrisem Reedem

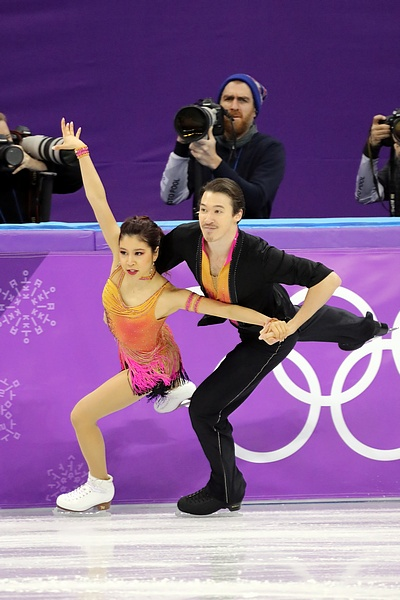
Muramoto i Reed na igrzyskach olimpijskich 2018

| Zawody                           | 15–16          | 16–17          | 17–18          | 18–19          |                |                |                |                |                |                |                |                |                |                |                |                |                |
| Międzynarodowe                   | Międzynarodowe | Międzynarodowe | Międzynarodowe | Międzynarodowe | Międzynarodowe | Międzynarodowe | Międzynarodowe | Międzynarodowe | Międzynarodowe | Międzynarodowe | Międzynarodowe | Międzynarodowe | Międzynarodowe | Międzynarodowe | Międzynarodowe | Międzynarodowe | Międzynarodowe |
| -------------------------------- | -------------- | -------------- | -------------- | -------------- | -------------- | -------------- | -------------- | -------------- | -------------- | -------------- | -------------- | -------------- | -------------- | -------------- | -------------- | -------------- | -------------- |
| Igrzyska olimpijskie             |                |                | 15             |                |                |                |                |                |                |                |                |                |                |                |                |                |                |
| Mistrzostwa świata               | 15             | 23             | 11             |                |                |                |                |                |                |                |                |                |                |                |                |                |                |
| Mistrzostwa czterech kontynentów | 7              | 9              | 3              |                |                |                |                |                |                |                |                |                |                |                |                |                |                |
| GP NHK Trophy                    | 7              | WD             | 9              | WD             |                |                |                |                |                |                |                |                |                |                |                |                |                |
| GP Rostelecom Cup                |                |                |                | WD             |                |                |                |                |                |                |                |                |                |                |                |                |                |
| GP Skate America                 |                | 8              | 7              |                |                |                |                |                |                |                |                |                |                |                |                |                |                |
| CS Nebelhorn Trophy              |                |                | 2              |                |                |                |                |                |                |                |                |                |                |                |                |                |                |
| CS U.S. International Classic    |                | 2              | 3              |                |                |                |                |                |                |                |                |                |                |                |                |                |                |
| Mentor Toruń Cup                 | 2              | 3              |                |                |                |                |                |                |                |                |                |                |                |                |                |                |                |
| Zimowe igrzyska azjatyckie       |                | 2              |                |                |                |                |                |                |                |                |                |                |                |                |                |                |                |
| Krajowe                          |                |                |                |                |                |                |                |                |                |                |                |                |                |                |                |                |                |
| Mistrzostwa Japonii              | 1              | 1              | 1              |                |                |                |                |                |                |                |                |                |                |                |                |                |                |
| Zawody drużynowe                 |                |                |                |                |                |                |                |                |                |                |                |                |                |                |                |                |                |
| Igrzyska olimpijskie             |                |                | 5 T            |                |                |                |                |                |                |                |                |                |                |                |                |                |                |
| World Team Trophy                |                | 1 T 5 P        |                |                |                |                |                |                |                |                |                |                |                |                |                |                |                |

#### Z Hiroichim Noguchim
| Zawody              | 14–15          |
| Międzynarodowe      | Międzynarodowe |
| ------------------- | -------------- |
| Tallinn Trophy      | 4              |
| Krajowe             |                |
| Mistrzostwa Japonii | 3              |

### Solistki
| Zawody                                | 02–03          | 03–04          | 04–05          | 05–06          | 06–07          | 07–08          | 08–09          | 09–10          | 10–11          | 11–12          | 12–13          | 13–14          |                |                |                |                |                |
| Międzynarodowe                        | Międzynarodowe | Międzynarodowe | Międzynarodowe | Międzynarodowe | Międzynarodowe | Międzynarodowe | Międzynarodowe | Międzynarodowe | Międzynarodowe | Międzynarodowe | Międzynarodowe | Międzynarodowe | Międzynarodowe | Międzynarodowe | Międzynarodowe | Międzynarodowe | Międzynarodowe |
| ------------------------------------- | -------------- | -------------- | -------------- | -------------- | -------------- | -------------- | -------------- | -------------- | -------------- | -------------- | -------------- | -------------- | -------------- | -------------- | -------------- | -------------- | -------------- |
| International Challenge Cup           |                |                |                |                |                |                |                |                |                | 7              |                |                |                |                |                |                |                |
| Crystal Skate of Romania              |                |                |                |                |                |                |                |                |                | 3              |                |                |                |                |                |                |                |
| Cup of Nice                           |                |                |                |                |                |                |                | 4              |                |                |                |                |                |                |                |                |                |
| Merano Cup                            |                |                |                |                |                |                |                |                |                |                | 7              |                |                |                |                |                |                |
| Triglav Trophy                        |                |                |                |                |                |                |                |                | 2              |                |                |                |                |                |                |                |                |
| Międzynarodowe: Kategorie młodzieżowe |                |                |                |                |                |                |                |                |                |                |                |                |                |                |                |                |                |
| JGP na Białorusi                      |                |                |                |                |                |                | 3              |                |                |                |                |                |                |                |                |                |                |
| JGP we Fancji                         |                |                |                |                |                |                |                |                | 17             |                |                |                |                |                |                |                |                |
| Krajowe                               |                |                |                |                |                |                |                |                |                |                |                |                |                |                |                |                |                |
| Mistrzostwa Japonii                   |                |                |                |                |                |                |                | 17             | 10             | 10             |                | 17             |                |                |                |                |                |
| Mistrzostwa Japonii juniorów          |                |                |                |                |                | 8              | 12             |                |                |                |                |                |                |                |                |                |                |
| Mistrzostwa Japonii novice            | 4              | 2              |                | 4              |                |                |                |                |                |                |                |                |                |                |                |                |                |
| East Japan Sectionals                 |                |                |                |                | 4 J            | 5 J            | 4 J            |                | 8              | 4              |                |                |                |                |                |                |                |
| Kinki Regionals                       | 2 B            | 1 B            | 2 A            | 2 A            | 1 J            | 1 J            |                | 2              | 2              | 2              |                |                |                |                |                |                |                |